# Isabelle Rommée
Isabelle Rommée (ou Isabeau Rommée ou Isabelle Romée selon les sources), née Isabelle de Vouthon (ou Isabelle Devouton) en 1377 et morte le 28 novembre 1458, est la mère de Jeanne d'Arc.

## Biographie

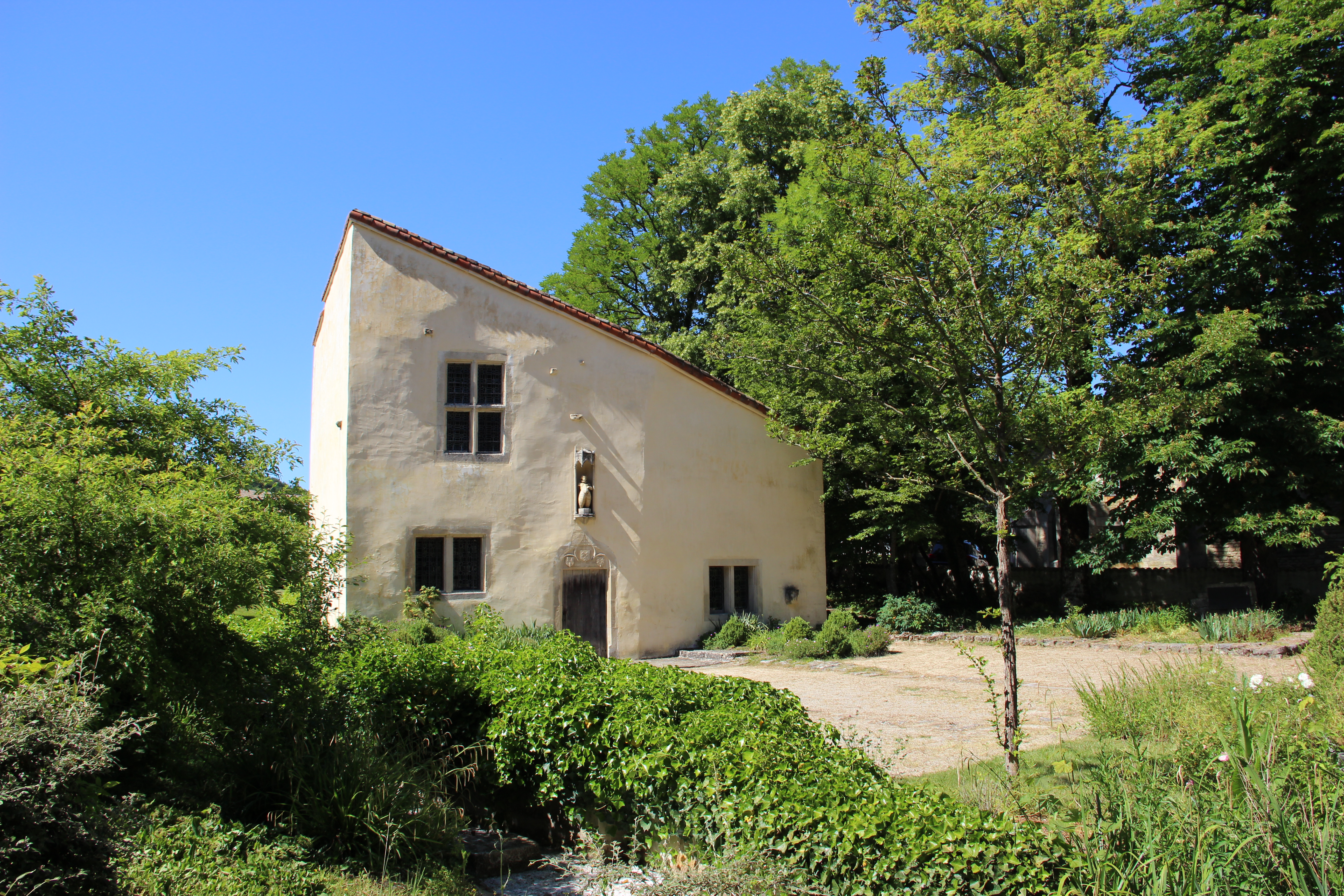
Maison natale de Jeanne d'Arc, dans laquelle sa mère Isabelle Rommée l'a élevée.

Isabelle est originaire de Vouthon-Bas, en Lorraine, département de la Meuse, proche du village de Domrémy. Son père s'appelait Jean de Vouthon et sa sœur Aveline Rommée.
Son surnom de « Rommée » ou « Romée » proviendrait d'un pèlerinage qu'elle effectua à Rome (mais les pèlerins pour cette ville sont plutôt des « romels » ou des « romieux »), à moins que, par substitution, il tient de son pèlerinage au Puy-en-Velay (ou au Puy-Notre-Dame, une interrogation demeure) en mars 1429. Il peut aussi s'agir d'un sobriquet géographique, un lieu-dit : il existe un étang Romé au nord de Toul, à 40 km de Domrémy.
Elle épouse Jacques d'Arc en 1405, et le couple s'installe à Domrémy. Ils y possèdent une maison et 20 hectares de terres.
De cette union naissent plusieurs enfants : Jeannette (Jeanne d'Arc), Catherine, Jacques, Pierre et Jean. En 1428, Isabelle a donc cinq enfants vivants : eu égard à la mortalité infantile médiévale (environ 50%), on peut supposer qu'elle avait connu une dizaine d'accouchements, séparés l'un de l'autre par environ deux ans, ce qui correspondrait à la période d'allaitement. On ne sait pas si Jeanne est la dernière enfant, mais elle est la dernière survivante d'une famille nombreuse dont l'étendue est inconnue. Isabelle donne à ses enfants une éducation catholique.
Isabelle se rend en pèlerinage « au Puy » en mars 1429. Une incertitude demeure : s'agit-il du Puy-en-Velay, qui fête le jubilé de Notre-Dame à ce moment le 25, ou s'agit-il du Puy-Notre-Dame, à 34 km à vol d'oiseau de Chinon, où elle rendra visite à sa fille Jeanne le 6 avril ? De son côté, Jeanne, qui du 11 au 24 mars se trouvait à Poitiers, délègue « au Puy » deux de ses compagnons d'armes, Bertrand de Poulengy et Jean de Metz, qui s'y trouvèrent le 20 mars.

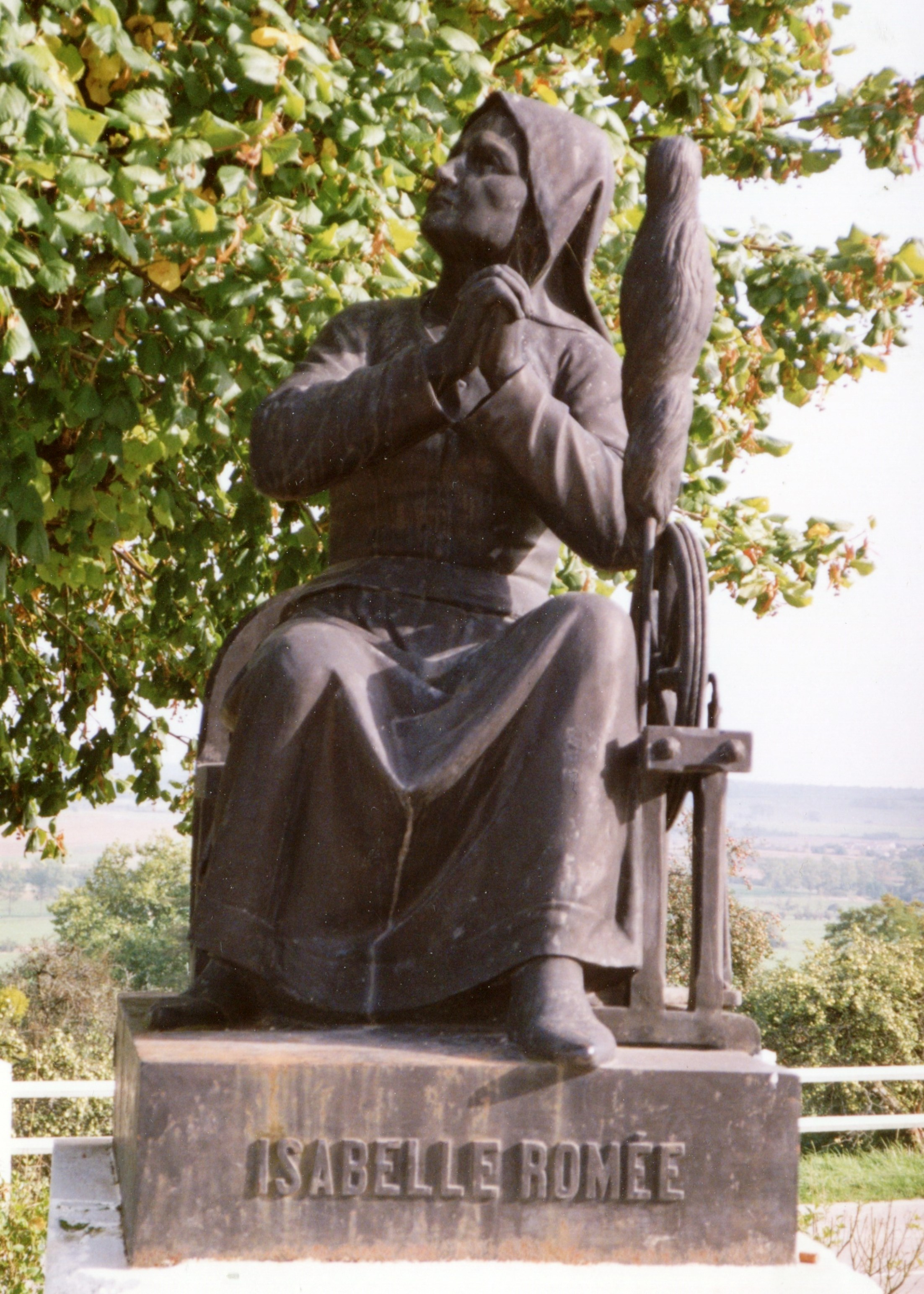
Vue d'artiste d'Isabelle Rommée par l'Union internationale artistique de Vaucouleurs. Statue érigée en 1911 sur le parvis de la basilique du Bois-Chenu à Domrémy-la-Pucelle (Vosges),.

Jeanne est anoblie, comme le reste de sa famille, en décembre 1429. Isabelle déménage à Sandillon, près d'Orléans, après le décès de son mari en 1440, et vit d'une pension que lui verse la ville d'Orléans. Elle passe le reste de sa vie à œuvrer à la réhabilitation de sa fille. Elle demande et obtient du pape Nicolas V la révision du procès en hérésie : une enquête est ouverte en 1449, puis, le 7 novembre 1455, après le début du règne du pape Calixte III, elle se rend à Paris, dans la grande salle de l'évêché, pour se présenter devant la délégation du Saint-Siège, à laquelle elle s'adresse de manière émouvante à plus de soixante-dix ans. La cour d'appel casse le procès en hérésie de Jeanne le 7 juillet 1456.

### Sources primaires
- Ernest de Bouteiller ( éd.) et Gabriel de Braux ( éd.), La famille de Jeanne d'Arc : documents inédits, généalogie, lettres de J. Hordal et de Cl. du Lys à Ch. du Lys / publiées pour la première fois, par E. de Bouteiller et G. de Braux, Paris / Orléans, A. Claudin / Herluison, 1878, IV-293 p. (lire en ligne).
- Pierre Tisset ( éd.) et Yvonne Lanhers ( éd.), Procès de condamnation de Jeanne d'Arc, t. II : Traduction et notes, Paris, C. Klincksieck (Société de l'histoire de France), 1970, 435 p..